# Celles-sur-Aisne
Pour les articles homonymes, voir Celles et Aisne.
Celles-sur-Aisne est une commune française située dans le département de l'Aisne en région Hauts-de-France.

## Géographie

### Localisation
Celles-sur-Aisne est un village rural du Soissonnais, situé à 12 km au nord-est de Soissons et 45 km au nord-ouest de Reims. Il est traversé par l'ancienne route nationale 325 (actuelle RD 925).
Il est aisément accessible par les routes nationales RN 2 et  RN 31, qui sont aménagées comme des Routes express.
Il a été classé par le décret du 17 décembre 1908 dans l'aire d'appellation du Champagne

### Hameaux et écarts
La commune a un hameau, Chimy.

### Hydrographie

#### Réseau hydrographique
La commune est située dans le bassin Seine-Normandie. Elle est drainée par le cours d'eau 01 de la commune de Celles-sur-Aisne, le cours d'eau 01 des Vignards et le fossé de la Grande Rosière,,.

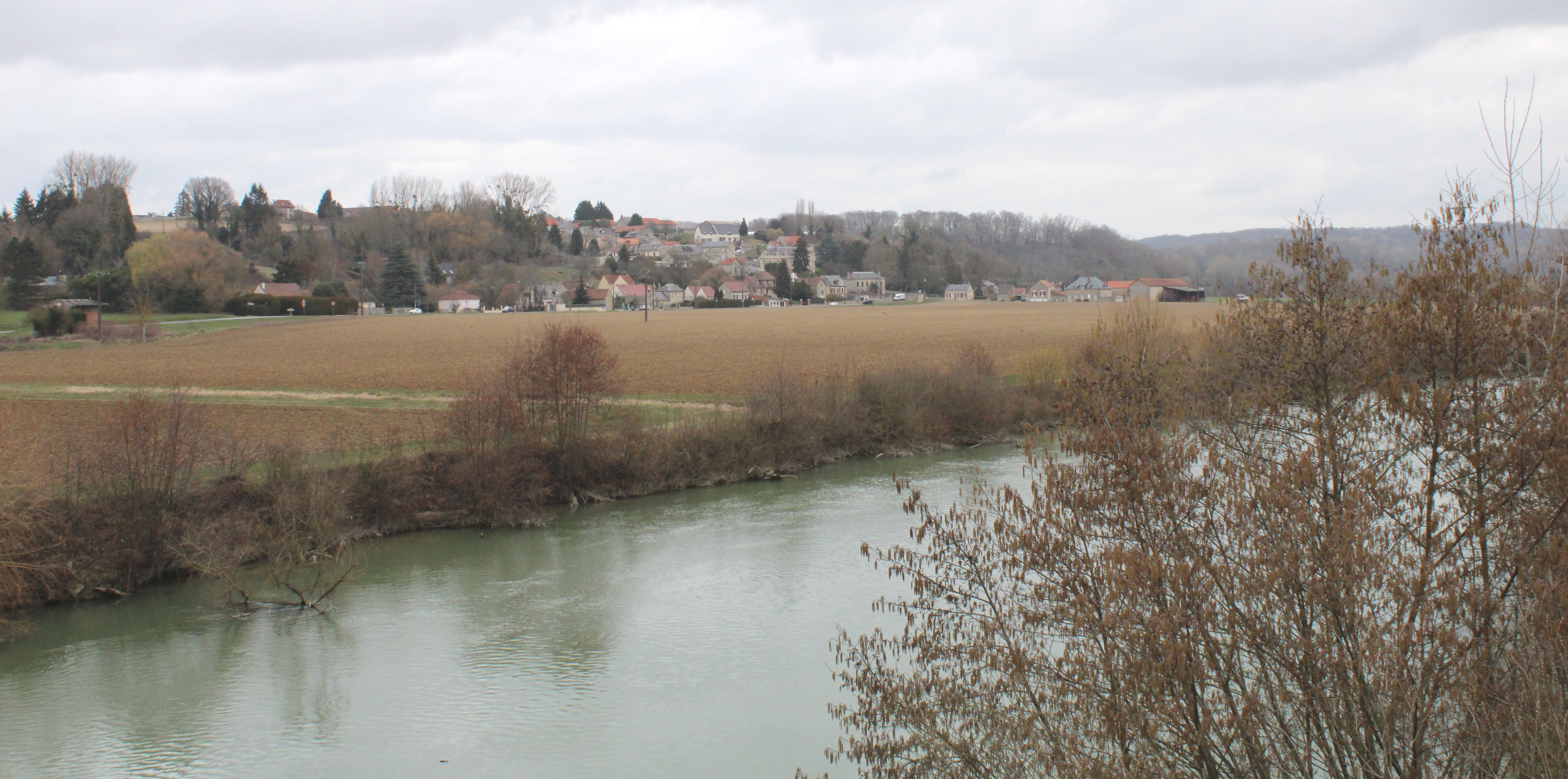
Panorama du village dans la vallée de l'Aisne.
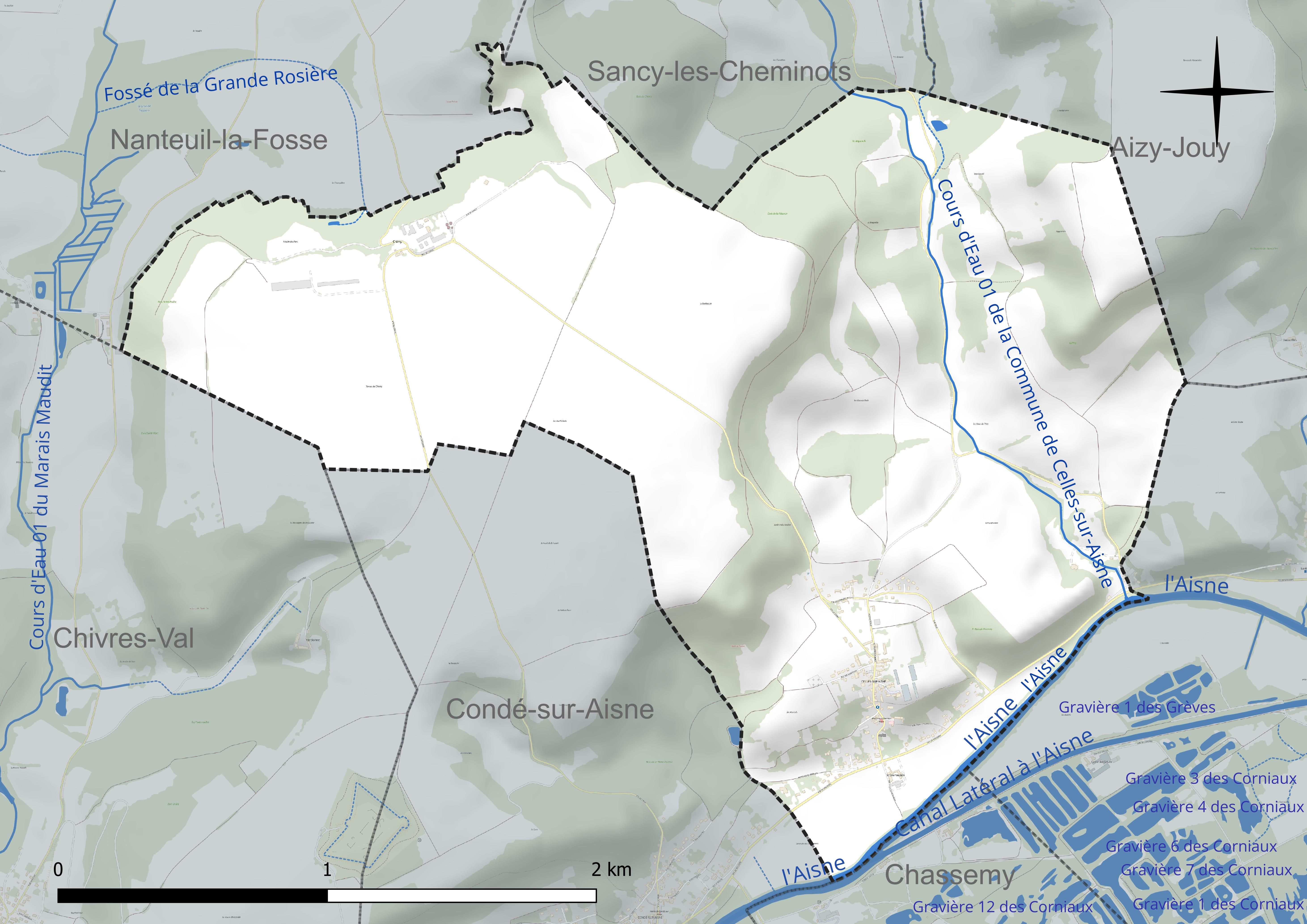
Réseau hydrographique de Celles-sur-Aisne.

#### Gestion et qualité des eaux
Le territoire communal est couvert par le schéma d'aménagement et de gestion des eaux (SAGE) « Aisne Vesle Suippe ». Ce document de planification, dont le territoire s'étend sur 3 096 km2 répartis sur trois départements (Aisne, Marne et Ardennes) et deux régions (Champagne-Ardenne et Picardie), a été approuvé le 16 décembre 2013. La structure porteuse de l'élaboration et de la mise en œuvre est le Syndicat d'aménagement des bassins Aisne Vesle Suippe (SIABAVES).
La qualité des cours d'eau peut être consultée sur un site dédié géré par les agences de l'eau et l'Agence française pour la biodiversité.

### Climat
Pour des articles plus généraux, voir Climat des Hauts-de-France et Climat de l'Aisne.
En 2010, le climat de la commune est de type climat océanique dégradé des plaines du Centre et du Nord, selon une étude du CNRS s'appuyant sur une série de données couvrant la période 1971-2000. En 2020, Météo-France publie une typologie des climats de la France métropolitaine dans laquelle la commune est exposée à un climat océanique altéré et est dans la région climatique Nord-est du bassin Parisien, caractérisée par un ensoleillement médiocre, une pluviométrie moyenne régulièrement répartie au cours de l'année et un hiver froid (3 °C).
Pour la période 1971-2000, la température annuelle moyenne est de 10,3 °C, avec  une amplitude thermique annuelle de 15,2 °C. Le cumul annuel moyen de précipitations est de 719 mm, avec 12,2 jours de précipitations en janvier et 8,3 jours en juillet. Pour la période 1991-2020 la température moyenne annuelle observée sur la station météorologique la plus proche, située sur la commune de Braine à 8 km à vol d'oiseau, est de 11,3 °C et le cumul annuel moyen de précipitations est de 662,7 mm,. Pour l'avenir, les paramètres climatiques de la commune estimés pour 2050 selon différents scénarios d'émission de gaz à effet de serre sont consultables sur un site dédié publié par Météo-France en novembre 2022.

## Urbanisme

### Typologie
Au 1er janvier 2024, Celles-sur-Aisne est catégorisée commune rurale à habitat dispersé, selon la nouvelle grille communale de densité à 7 niveaux définie par l'Insee en 2022.
Elle est située hors unité urbaine. Par ailleurs la commune fait partie de l'aire d'attraction de Soissons, dont elle est une commune de la couronne,. Cette aire, qui regroupe 92 communes, est catégorisée dans les aires de 50 000 à moins de 200 000 habitants,.

### Occupation des sols
L'occupation des sols de la commune, telle qu'elle ressort de la base de données européenne d'occupation biophysique des sols Corine Land Cover (CLC), est marquée par l'importance des territoires agricoles (68,6 % en 2018), en augmentation par rapport à 1990 (67,3 %). La répartition détaillée en 2018 est la suivante : 
terres arables (64,2 %), forêts (26,3 %), zones urbanisées (5,1 %), prairies (4,5 %).
L'évolution de l'occupation des sols de la commune et de ses infrastructures peut être observée sur les différentes représentations cartographiques du territoire : la carte de Cassini (XVIIIe siècle), la carte d'état-major (1820-1866) et les cartes ou photos aériennes de l'IGN pour la période actuelle (1950 à aujourd'hui).

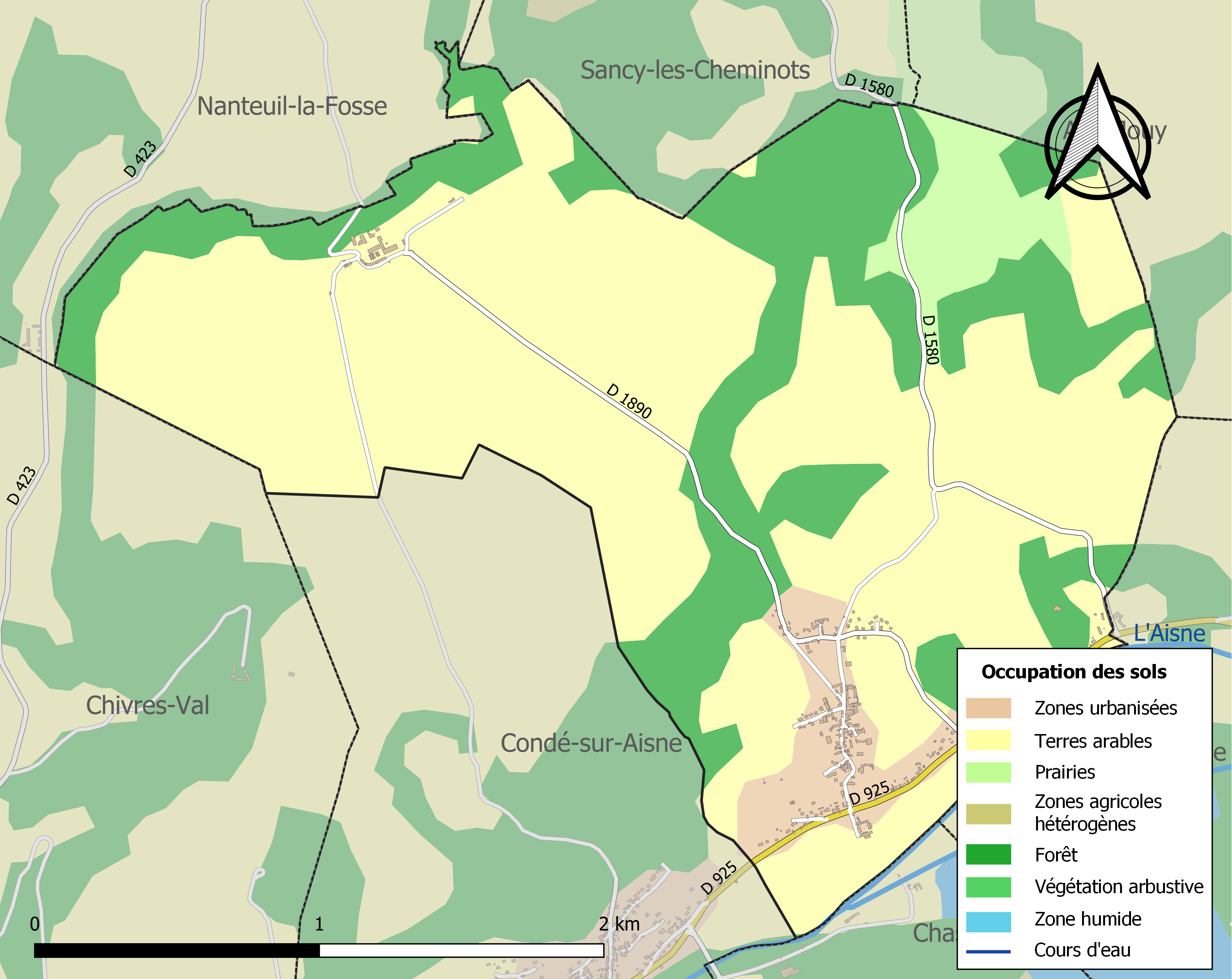
Carte des infrastructures et de l'occupation des sols de la commune en 2018 (CLC).

## Toponymie
Le nom de la localité est attesté sous les formes Cella (1129) ; Celles (1185) ; Ville de Sele-de-lez-Vailly (1310) ; Selle-sur-Aixne (1546) ; Celle (1670) ; Selle (1752).
Celles est un toponyme probablement issu de l'oïl celle, « petit monastère », au singulier.
L'Aisne est une rivière du nord de la France, dans les deux régions Grand Est et Hauts-de-France, traversant les cinq départements Meuse, Marne, Ardennes, Aisne, Oise.

## Histoire

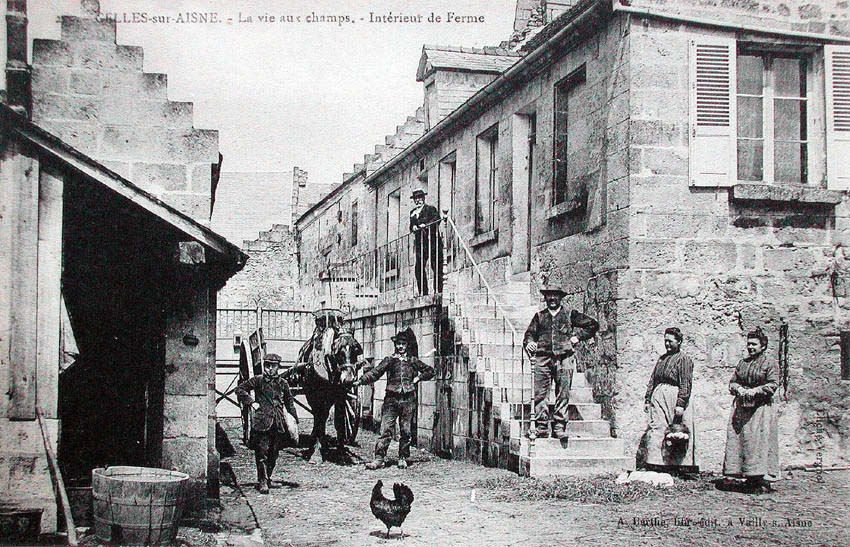
Carte postale d'une ferme au début du XXe siècle.

Au Moyen Âge, Celles-sur-Aisne constitue l'un des six villages, avec  Vailly, Gondé, Chavonne, Pargny et Filain qui  reçurent du roi Louis VI le Gros l'autorisation  de constituer entre eux une commune, « communiam inter se habendam ». Cette liberté a été maintenue sous le règne de Louis VII le Jeune et confirmée par Philippe Auguste.
Au début du XXe siècle, Celles-sur-Aisne était un tranquille village rural du Soissonnais.
Première Guerre mondiale

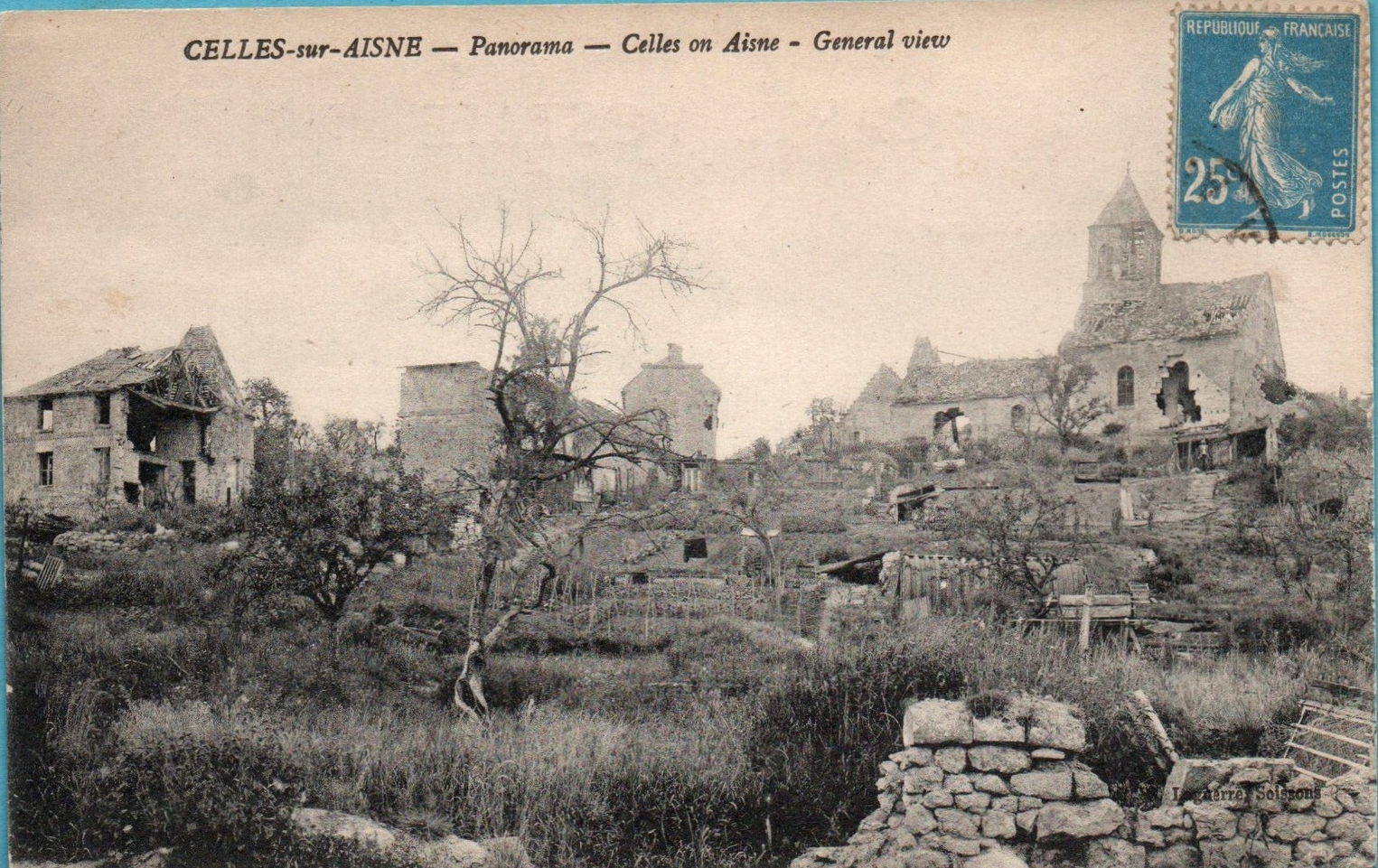
Ruines du village, à l'issue de la Première Guerre mondiale.

Le village de Celles-sur-Aisne, situé dans la vallée de l'Aisne,
et quelques kilomètres au sud du Chemin des Dames, est resté dans la zone des combats tout au long de la guerre et a subi de nombreuses destructions,,.
Le village est considéré comme détruit à la fin de la guerre et a été décoré de la Croix de guerre 1914-1918 le 26 octobre 1920.

## Politique et administration

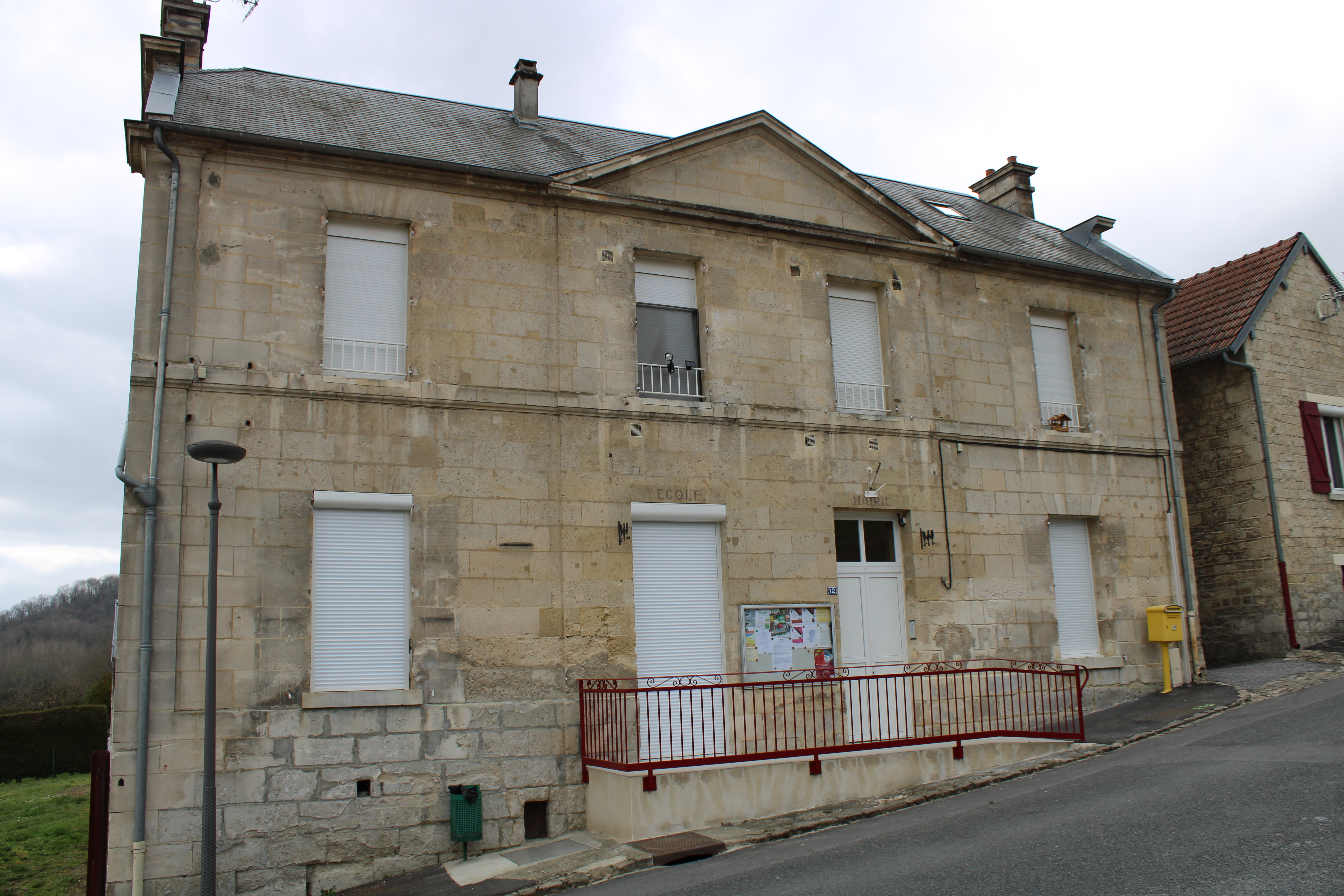
La mairie.

### Rattachements administratifs et électoraux
La commune se trouve depuis 1801 dans l'arrondissement de Soissons du département de l'Aisne. Pour l'élection des députés, elle fait partie depuis 1988 de la cinquième circonscription de l'Aisne.
Elle faisait partie depuis 1790 du canton de Vailly-sur-Aisne,. Dans le cadre du redécoupage cantonal de 2014 en France, elle est désormais rattachée au canton de Fère-en-Tardenois

### Intercommunalité
La commune est membre de la communauté de communes du Val de l'Aisne, créée fin 1994.

### Liste des maires
| Période                                  | Période                       | Identité           | Étiquette  | Qualité                                  |
| ---------------------------------------- | ----------------------------- | ------------------ | ---------- | ---------------------------------------- |
| Les données manquantes sont à compléter. |                               |                    |            |                                          |
| 1925                                     | 1933                          | Georges Monnet     | Socialiste |                                          |
| mars 2001                                | En cours (au 12 juillet 2020) | Jean-Pierre Geslin | DVD        | Retraité Réélu pour le mandat 2020-2026, |

## Démographie
L'évolution du nombre d'habitants est connue à travers les recensements de la population effectués dans la commune depuis 1793. Pour les communes de moins de 10 000 habitants, une enquête de recensement portant sur toute la population est réalisée tous les cinq ans, les populations de référence des années intermédiaires étant quant à elles estimées par interpolation ou extrapolation. Pour la commune, le premier recensement exhaustif entrant dans le cadre du nouveau dispositif a été réalisé en 2008.

En 2022, la commune comptait 252 habitants, en évolution de −2,7 % par rapport à 2016 (Aisne : −1,97 %, France hors Mayotte : +2,11 %).
| 1793 | 1800 | 1806 | 1821 | 1831 | 1836 | 1841 | 1846 | 1851 |
| ---- | ---- | ---- | ---- | ---- | ---- | ---- | ---- | ---- |
| 310  | 315  | 345  | 314  | 328  | 322  | 326  | 339  | 340  |

| 1856 | 1861 | 1866 | 1872 | 1876 | 1881 | 1886 | 1891 | 1896 |
| ---- | ---- | ---- | ---- | ---- | ---- | ---- | ---- | ---- |
| 307  | 278  | 276  | 261  | 264  | 278  | 264  | 256  | 243  |

| 1901 | 1906 | 1911 | 1921 | 1926 | 1931 | 1936 | 1946 | 1954 |
| ---- | ---- | ---- | ---- | ---- | ---- | ---- | ---- | ---- |
| 230  | 253  | 238  | 149  | 219  | 238  | 224  | 217  | 240  |

| 1962 | 1968 | 1975 | 1982 | 1990 | 1999 | 2006 | 2008 | 2013 |
| ---- | ---- | ---- | ---- | ---- | ---- | ---- | ---- | ---- |
| 217  | 220  | 224  | 193  | 216  | 205  | 245  | 255  | 260  |

| 2018 | 2022 | - | - | - | - | - | - | - |
| ---- | ---- | - | - | - | - | - | - | - |
| 256  | 252  | - | - | - | - | - | - | - |

## Économie
La ferme des Monts de Paars a obtenu en 2019 l'autorisation d'étendre un élevage de 15 000 à 55 000 poules élevées en plein air sur les communes de Celles-sur-Aisne (hameau de Chimy), Chivres-Val et Condé-sur-Aisne. Le commissaire-enquêteur a rendu un avis favorable à ce projet en octobre 2018,,.

## Culture locale et patrimoine

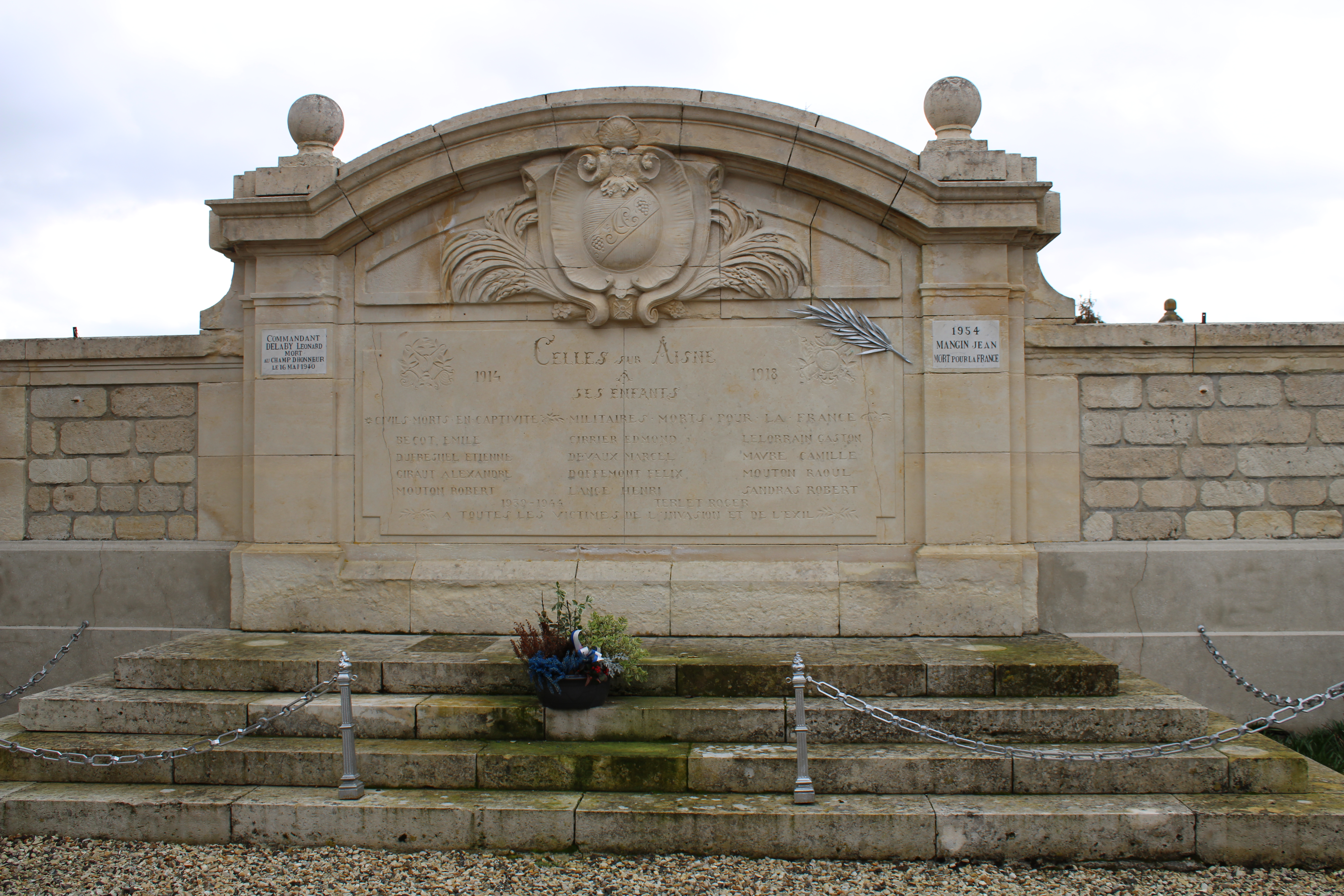
Le monument aux morts.

### Lieux et monuments
- Le château de Celles-sur-Aisne.
- Église Saint-Laurent de Celles-sur-Aisne.

### Héraldique
| Blason de Celles-sur-Aisne | Blason  | D'argent au bouquet de trois épis de blé d'orangé, tigés et feuillés de sinople à dextre, à la source d'azur jaillissant d'une arcade d'or, maçonnée de sable à senestre et à la grappe de raisin de pourpre, feuillée de sinople et brochant en chef. |
| Blason de Celles-sur-Aisne | Détails | Le statut officiel du blason reste à déterminer. |

## Pour approfondir